# گمینا گورای
گمینا گورای (به لهستانی:  Gmina Goraj) یک گمینا در لهستان است که در شهرستان بیوگورای واقع شده‌است. گمینا گورای ۶۷٫۸۷ کیلومتر مربع مساحت و ۴٬۴۳۹ نفر جمعیت دارد.